# Verão Vermelho
Verão Vermelho é uma telenovela brasileira produzida e exibida pela TV Globo de 17 de novembro de 1969  a 17 de julho de 1970, em 209 capítulos. Substituiu A Ponte dos Suspiros e foi substituída por Assim na Terra como no Céu, sendo a 12ª "novela das dez" exibida pela emissora.
Escrita por Dias Gomes e dirigida por Walter Campos, foi produzida em preto-e-branco.
Contou com Dina Sfat, Paulo Goulart e Jardel Filho nos papéis principais.

## Sinopse
Ao casar-se com Carlos, Adriana foi morar no interior da Bahia e, aos poucos, descobriu a verdadeira personalidade do marido, um homem rude e dominado pela mãe, Jandira, que inferniza a vida da nora, não escondendo seu desagrado com essa união. Além disso, Adriana é assediada pelo irmão de Carlos, Irineu, um homem cínico e sem escrúpulos, que vive rodeado de jagunços. Ela ainda é obrigada a suportar a presença de Selma, ex-noiva de Carlos, que não deixa de frequentar a casa da família Serrano e vive atrás do ex-noivo.
Abalada, Adriana decide retornar para a casa do pai, o humilde sapateiro Nonô, em Salvador, que a aconselha a voltar para o marido, principalmente porque está grávida. Na viagem de trem de volta ao interior, Adriana conhece o médico Flávio e os dois se aproximam, descobrindo afinidades. Como está disposta a investir em seu casamento, Adriana pede que ele não a procure. O médico, porém, passa a atender na região onde ela vive. Os dois acabam se encontrando por acaso e são obrigados a refrear seus sentimentos.
Paralelamente, se desenrola o conflito entre os Serranos e a família Morais por causa de disputa de terras. Jandira ordena o massacre dos Morais, que se recusam a deixar sua fazenda. O único sobrevivente é Raul, um menino de dez anos. Irineu, que comandou o atentado, é ferido e Flávio recusa-se a atendê-lo. O médico passa a ser procurado pelos jagunços dos Serranos, que têm a missão de dar-lhe uma lição. Adriana, na ausência de Carlos, esconde Flávio em sua casa por uma noite, para que ele fuja no dia seguinte.
Ao descobrir, por meio de Selma, que a esposa escondeu o fugitivo, Carlos leva a filha para viver com Jandira. Algum tempo depois, ele decide se mudar para Salvador com a mulher e a filha. Quinze anos se passam e o casamento de Adriana e Carlos vai de mal a pior. Durante a festa de aniversário de Patrícia, Adriana reencontra o médico Flávio, por quem sua filha diz estar apaixonada. O encontro com Flávio perturba Adriana. Ele não quer nada com a jovem pois ainda é apaixonado por Adriana, que tenta afastá-lo da filha.
Carlos simpatiza com Flávio. Ele não chegou a conhecer o médico no passado e ignora que ele enfrentou o poder de sua família e se recusou a atender seu irmão. Embora ainda casados, Carlos e Adriana são frios e distantes um com o outro e Carlos se tornou amante de Selma. A vida de Flávio também está atrelada à do jovem Raul, o sobrevivente da chacina da família Morais. Agora com 25 anos, Raul quer reabrir o processo contra Irineu pela morte de seus familiares e está à procura de Flávio, a única testemunha do massacre.
Raul está foragido da prisão, onde fora encarcerado por tentar matar Irineu, e passa a perseguir não só o assassino mas a todos da família Serrano, jurando vingança. Flávio, no entanto, é reconhecido por Irineu. O médico passa a ser perseguido pelos Serranos e, após ser novamente preterido por Adriana, viaja para a Europa. Mais tarde, Patrícia se apaixona por Raul, que acaba virando um líder camponês, com embates constantes com seu pai. Adriana e Carlos, por sua vez, finalmente se desquitam.

## Elenco
- Dina Sfat - Adriana
- Paulo Goulart - Flávio
- Jardel Filho - Carlos
- Mário Lago - Bruno (Nonô)
- Maria Cláudia - Patrícia
- Arlete Salles - Selma
- Carlos Vereza - Raul
- Osmar Prado - Bebeto
- Emiliano Queiroz - Irineu
- Ida Gomes - Jandira
- Ruth de Souza - Clementina
- Lúcia Alves - Geralda
- Ana Ariel - Rosa
- Lícia Magna - Cota
- Maria Pompeu - Teresa
- Suzana de Moraes - Madalena
- Lajar Muzuris - Joca
- Paulo Padilha - Padre Antônio
- João Paulo Adour - Eduardo
- Paulo Araújo - Josias
- Myriam Pérsia - Flor
- Heloísa Helena
- Paulo Gonçalves
- Urbano Lóes
- Nelson Caruso
- Dorinha Duval
- Zeny Pereira
- Fernando José
- Waldir Onofre
- Francisco Nagem
- Aldo de Maio

## Trilha sonora
A trilha sonora original da telenovela Verão Vermelho foi lançada em março de 1970 pela gravadora Philips Records, conta com direção de produção Nelson Motta, contendo e mesclado por músicas instrumentais (feitos por Wilson das Neves, Luiz Eça, Nelson Angelo, Erlon Chaves e Roberto Menescal) e canções vocais (interpretados por Elis Regina, Regininha e Ruy Felipe), que embalaram as cenas da novela homônima exibida pela TV Globo, evocam temas como os dilemas emocionais dos personagens (leitmotifs), paixões, conflitos sociais, identidade regional, pertencimento cultural e ambientação narrativa, funcionando como uma camada musical que acompanha e reforça a trama.
O álbum começa com a música-título "Verão Vermelho", composição de Nonato Buzar e interpretada pela cantora Elis Regina, que é o tema de abertura da telenovela. A segunda canção é "Vitória, Vitória (Tema de Raul)", composto e interpretado pelo mesmo Nonato Buzar, que é o tema do personagem Raul (vivido por Carlos Vereza). A terceira canção é "Ela (Tema de Patrícia)", compostos por Antônio Adolfo e Tibério Gaspar e interpretada pela cantora Regininha, que é o tema da personagem Patrícia (vivida por Maria Cláudia). A quarta faixa é "Jornada (Tema de Selma)", a primeira faixa instrumental da trilha, composto por Roberto Menescal e interpretado por Wilson das Neves, que é o tema da personagem Selma (vivida por Arlete Salles). A quinta faixa é "Onde Você Mora? (Tema de Flávio)", compostos por Paulinho Tapajós e Edmundo Souto, e interpretado por Luiz Eça, que é o tema do personagem Flávio (vivido por Paulo Goulart). A sexta faixa, "Baião do Sol (Tema de Geralda)", é um tema instrumental composto por Nelson Angelo, que acompanha a personagem Geralda (vivida por Lúcia Alves).
A sétima faixa é "The Time of Noon (Tema de Amor)", composta pela Anita Kerr e interpretado por Erlon Chaves, é o tema instrumental romântico geral da novela. A oitava faixa é a segunda versão de "Ela (Tema de Patrícia)", de Antônio Adolfo e Tibério Gaspar, apesar de ser creditada a Regininha, é uma versão instrumental tocada em trompete. A nona faixa é a segunda interpretação de "Vitória, Vitória (Tema de Raul)", de Nonato Buzar e interpretada pelo maestro Erlon Chaves, que é o segundo tema do personagem Raul (vivido por Carlos Vereza). A décima faixa é "Assim É A Bahia", compostos por Roberto Menescal e Ronaldo Bôscoli, e interpretada pelo próprio Menescal, que é o tema instrumental com sotaque baiano, que remete ao cenário da novela. A décima-primeira canção é a segunda versão de "Onde Você Mora? (Tema de Flávio)", compostos por Paulinho Tapajós e Edmundo Souto e interpretada pelo cantor Ruy Felipe, que é o segundo tema do personagem Flávio (vivido por Paulo Goulart). A trilha sonora Verão Vermelho termina com a segunda versão da música-título "Verão Vermelho", composto por Nonato Buzar e novamente em formato instrumental interpretado por Luiz Eça, serve como fechamento musical do álbum e da telenovela, ecoando o tema de abertura.
Lista de faixas
| Lado A |                                                   |                                |                  |         |  |
| N.º    | Título                                            | Compositor(es)                 | Intérprete(s)    | Duração |  |
| 1.     | "Verão Vermelho" (Tema de abertura)               | Nonato Buzar                   | Elis Regina      | 1:37    |  |
| 2.     | "Vitória, Vitória (Tema de Raul)"                 | Nonato Buzar                   | Nonato Buzar     | 2:18    |  |
| 3.     | "Ela (Tema de Patrícia)"                          | Antônio Adolfo Tibério Gaspar  | Regininha        | 1:50    |  |
| 4.     | "Jornada (Tema de Selma)"                         | Roberto Menescal               | Wilson das Neves | 2:33    |  |
| 5.     | "Onde Você Mora? (Tema de Flávio)" (Instrumental) | Paulinho Tapajós Edmundo Souto | Luiz Eça         | 2:00    |  |
| 6.     | "Baião do Sol (Tema de Geralda)"                  | Nelson Angelo                  | Instrumental     | 2:29    |  |

| Lado B |                                                  |                                  |                  |         |  |
| N.º    | Título                                           | Compositor(es)                   | Intérprete(s)    | Duração |  |
| 7.     | "The Time of Noon (Tema de Amor)"                | A. Kerr                          | Erlon Chaves     | 2:40    |  |
| 8.     | "Ela (Tema de Patrícia)" (Instrumental)          | Antônio Adolfo Tibério Gaspar    | Regininha        | 1:52    |  |
| 9.     | "Vitória, Vitória (Tema de Raul)" (Instrumental) | Nonato Buzar                     | Erlon Chaves     | 2:37    |  |
| 10.    | "Assim é a Bahia" (Instrumental)                 | Roberto Menescal Ronaldo Boscoli | Roberto Menescal | 2:03    |  |
| 11.    | "Onde Você Mora? (Tema de Flávio)"               | Paulinho Tapajós Edmundo Souto   | Ruy Felipe       | 1:57    |  |
| 12.    | "Verão Vermelho" (Instrumental)                  | Nonato Buzar                     | Luiz Eça         | 1:46    |  |